# Ludwig Blank
Ludwig Blank (* 27. November 1949) ist ein ehemaliger Fußballspieler in der DDR-Oberliga. In der höchsten ostdeutschen Fußballklasse spielte er für Sachsenring Zwickau und gewann 1975 den DDR-Fußballpokal.
Blank, von Beruf Elektriker, war ab 1969 Nachwuchsspieler bei der Betriebssportgemeinschaft (BSG) Sachsenring Zwickau. Nach zwei Jahren gab er am ersten Spieltag der Rückrunde der Saison 1970/71 am 13. März 1971 seinen Einstand in der Oberliga. Beim 1:0-Heimsieg über den FC Carl Zeiss Jena war er als linker Mittelfeldspieler aufgeboten worden. In den restlichen zwölf Meisterschaftsspielen kam Blank noch in neun weitere Begegnungen auf wechselnden Positionen zum Einsatz. Auch in der folgenden Spielzeit 1971/72 gelang ihm nicht der Sprung in die Stammelf, er kam nur auf elf Oberligaeinsätze, in den meisten Fällen als Wechselspieler. Das änderte sich auch in den folgenden Monaten nicht. Erst als Hartmut Rentzsch in der Rückrunde der Saison 1972/73 ausfiel, wurde für den 1,71 m großen Blank Platz als Rechtsaußenstürmer. Auf dieser Position spielte er zunächst bis zum Dezember 1973, wechselte danach aber auf die linke Sturmseite. Diese Position übernahm mit der Saison 1974/75 Peter Nestler und Blank kehrte zurück auf Rechtsaußen. Er hatte nun endgültig einen Stammplatz in der Sachsenring-Mannschaft erobert, 1974/75 kam er auf 22 der 26 möglichen Punktspieleinsätze.
In diese Saison fiel auch Zwickaus dritter Pokalgewinn. Blank hatte bis zum Endspiel zwar nur zwei der sieben Pokalspiele absolviert, stand aber am 14. Mai 1975 im Finale gegen Dynamo Dresden. Die Begegnung musste durch ein Elfmeterschießen entschieden werden. Fast hätte Blank den Sieg verpatzt, denn sein Elfmeterschuss wurde gehalten. Am Ende siegten die Zwickauer jedoch mit 4:3 und Blank gewann den einzigen nennenswerten Titel seiner Fußballkarriere. Nach seinem Endspiel-Patzer wurde Blank im nachfolgenden Wettbewerb um den Europapokal der Pokalsieger zum Helden der Mannschaft. Nachdem die Zwickauer bereits Panathinaikos Athen und den AC Florenz ausgeschaltet hatten, trafen sie im Viertelfinale auf Celtic Glasgow. Die beiden Spiele endeten 1:1 und 1:0, beide Zwickauer Tore erzielte Blank. Er sicherte damit seiner Mannschaft den Einzug in das Halbfinale, wo dann allerdings der spätere Cup-Sieger, RSC Anderlecht, mit seinen beiden Siegen (3:0 und 2:0) für Zwickau den Schlusspunkt setzte. Blank jedoch, der sechs der acht EC-Spiele absolviert hatte, erwarb sich den Titel „Schottentod“.
In der Oberligasaison 1975/76 kam es im Sturmspiel der Sachsenring-Mannschaft durch den Ausfall von Gerd Schellenberg zu häufigen Spieler- und Positionswechseln. Blank war einer der Betroffenen, er wurde bis zu seinem eigenen Ausfall ab April 1976 auf vier verschiedenen Positionen eingesetzt. Auch in der ersten Hälfte des Spieljahres 1976/77 musste er zwischen Angriff und Mittelfeld pendeln. Im November 1976 wurde er zu einem halbjährigen Militärdienst eingezogen. In den folgenden zwei Jahren spielte Blank hauptsächlich im Mittelfeld. 1978/79 absolvierte der inzwischen 30-Jährige zwar 21 Oberligapunktspiele, wurde aber in der Rückrunde meistens nur noch als Wechselspieler gebracht. Nach Saisonschluss beendete Blank nach acht Jahren seine Laufbahn als Oberligaspieler. In dieser Zeit hatte er 136 Punktspiele bestritten und sieben Oberligatore erzielt.
Im Sommer 1979 meldete sich Blank zusammen mit seinem bisherigen Zwickauer Mannschaftskameraden Peter Nestler bei der zweitklassigen BSG Motor Werdau an, wo er wieder als Stürmer nominiert wurde. Ein Jahr später wurde er in das Mittelfeld zurückgezogen, um 1982/83 noch einmal in den Angriff zurückzukehren. Im Laufe dieser Saison beendete Blank endgültig seine Laufbahn als Leistungssportler.
Seine Karriere ließ er in der damaligen drittklassigen Bezirksliga-Mannschaft von Wismut Crossen ausklingen, in der in den 1980er Jahren aufgrund guter finanzieller Unterstützung durch die Wismut-AG einige DDR-Oberliga-Spieler der BSG Sachsenring Zwickau unter faktisch professionellen Bedingungen abtrainieren und spielen konnten.